# Henry Lee Giclas
Henry Lee Giclas (Flagstaff, Arizona, Estados Unidos, 9 de diciembre de 1910 - íd., 2 de abril de 2007) fue un astrónomo estadounidense.
Empezó a trabajar en 1931 como asistente en el Observatorio Lowell con el fin de pagarse su educación, y trabajó desde entonces durante los veranos de los años siguientes hasta que en 1942 fue ya contratado como astrónomo.
Su ocupaciones principales fueron la medición precisa de la posición de cometas y asteroides, proyecto que comenzó en 1936 y sobre todo la catalogación del movimiento propio de estrellas, trabajo que comenzó en 1958 y se extendió durante 18 años, en el que tuvo la colaboración de los astrónomos Robert Burnham, Jr. y Norman G. Thomas, utilizando para ello un microscopio de parpadeo.
Se retiró en 1979 aunque no dejó de trabajar hasta su fallecimiento en 2007.

## Descubrimientos
| Asteroides descubiertos: 17 | Asteroides descubiertos: 17 |
| --------------------------- | --------------------------- |
| (1886) Lowell               | 21 de junio de 1949         |
| (2061) Anza                 | 22 de octubre de 1960       |
| (2118) Flagstaff            | 5 de agosto de 1978         |
| (2201) Oljato               | 12 de diciembre de 1947     |
| (2313) Aruna                | 15 de octubre de 1976       |
| (2347) Vinata               | 7 de octubre de 1936        |
| (2415) Ganesa               | 28 de octubre de 1978       |
| (3110) Wagman               | 28 de septiembre de 1975    |
| (3177) Chillicothe          | 8 de enero de 1934          |
| (3382) Cassidy              | 7 de septiembre de 1948     |
| (3487) Edgeworth            | 28 de octubre de 1978       |
| (3695) Fiala                | 21 de octubre de 1973       |
| (6277) 1949 QC1             | 24 de agosto de 1949        |
| (7731) 1978 UV              | 28 de octubre de 1978       |
| (10451) 1975 SE             | 28 de septiembre de 1975    |
| (15204) 1978 UG             | 28 de octubre de 1978       |
| (17353) 1975 TE             | 10 de octubre de 1975       |
| 1.                          |                             |

### Asteroides descubiertos
Entre 1934 y 1978 descubrió 16 asteroides en solitario y uno en 1949 con R. D. Schaldach. El Centro de Planetas Menores acredita sus descubrimientos como H. L. Giclas.
Entre los asteroides descubiertos cabe destacar el asteroide Apolo (2201) Oljato, que en un momento dado fue considerado como el cuerpo progenitor de la lluvia de meteoros de las Oriónidas, y el asteroide Amor (2061) Anza.

### Cometas
Fue el descubridor de un buen número de cometas, entre ellos el 84P/Giclas.

## Epónimos
El asteroide (1741) Giclas fue nombrado así en su honor.